# Femeia cu cravată neagră
Femeia cu cravată neagră este un film Tel Aviv din 2016 regizat de Adrian Popovici. Rolurile principale au fost interpretate de actorii Ovidiu Niculescu, Anatol Durbală, Camelia Pintilie.

## Distribuție
Distribuția filmului este alcătuită din:
- Avram Iclozan
- Anatol Durbală
- Ion Borș
- Mihaela Strâmbeanu
- Ovidiu Niculescu
- Ion Scutelnicu
- Olga Anghelici
- Giovanina Strâmbeanu
- Silvia Berova
- Camelia Pintilie